# Дударець Михайло Аполонович

Дударець Михайло Аполонович, м. Подєбради, 1926 рік

Миха́йло Аполо́нович Дударець (21.11.1899, містечко Ставище Таращанського повіту Київської губернії, нині селище Ставище Білоцерківського району Київської області — 19.05.1955, м. Банбері, шт. Західна Австралія, похований у м. Перт, Австралія) — військовий УНР, педагог.
Хорунжий піхоти Армії УНР, за участь у Зимовому поході нагороджений Залізним Хрестом. Хрест Симона Петлюри (03.11.1943). Член Товариства українських інженерів.

## Біографія
Закінчив 5 класів реальної школи у м. Тараща (1917). До 21 листопада 1920 року служив в Армії Української Народної Республіки: з жовтня 1918 року — у стрілецькій сотні під командуванням сотника Володимира Берези (м. Біла Церква), згодом — учасник повстання під командуванням отамана Юрка Тютюнника (до червня 1919 року).
Перебував у польських таборах для інтернованих (21.11.1920 — 10.05.1924), випускник Спільної військової юнацької школи (1923).
24 травня 1924 року прибув до Чехо-Словацької республіки. Навчався на матуральних курсах (м. Йозефів, 22.10.1924 — 07.06.1925). Зарахований на гідротехнічний підвідділ інженерного відділу Української господарської академії в м. Подєбради (13.11.1926), де здобув фах інженера (28.06.1932).
Виїхав до Німеччини, з 18 березня 1949 року — в Австралії.
Син Михайла Дударця Орлик (1944-2024) наприкінці 2010-х років відвідав Україну, де побував у Києві, Харкові та Запоріжжі.